# Epifyt

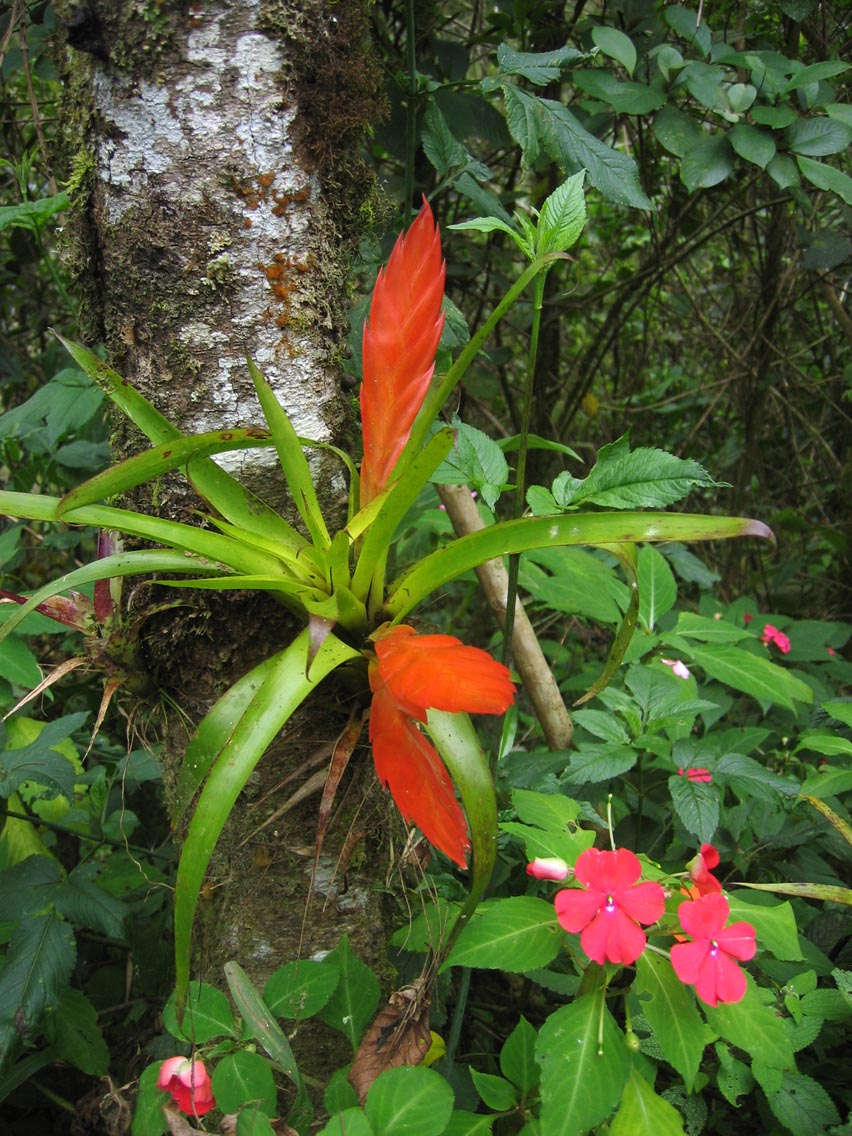
Příklad epifytu – Tillandsia multicaulis rostoucí na kmeni stromu v Kostarice

Epifyt (z řeckého ἐπί epí „na“ a φυτόν phytón „rostlina“) je organismus, který roste na žijící rostlině, ale vyživuje se samostatně, tzn. ani částečně na rostlině neparazituje. Obvykle se tímto termínem označují vyšší rostliny, které nekoření v půdě (rostou nad její úrovní, většinou na stromech). Existují však také epifytické bakterie, houby, řasy, mechy, kapraďorosty či lišejníky.
Epifytické vyšší rostliny se zachycují krátkými kořeny kmenů a větví stromů. Jsou hojné v tropických deštných lesích. Živí se organickými látkami, které se hromadí v trhlinách kůry. Vodu přijímají ze vzdušné vlhkosti, která bývá až 100%. Nestálá dostupnost vody nutí epifyty k rychlému a efektivnímu příjmu vody z okolí v okamžicích, kdy prší, sráží se mlha nebo padá rosa. Častou strategií je vytváření dutých odumřelých buněk na povrchu těla.
Epifytně roste také řada rostlin, které zpravidla rostou na zemi (teresticky). Takové druhy pak nazýváme příležitostnými (oportunními) epifyty.

## Hemiepifyt
Hemiepifyt je rostlina, která alespoň část života žije epifytně. Rozlišujeme:
- Primární hemiepifyt – rostlina roste zpočátku jako epifyt, ale postupně spouští kořeny k zemi a zakoření v půdě, přičemž kořeny převezmou hlavní zásobování rostliny živinami. Rostlina někdy z těchto kořenů vytvoří samostatný kmen, který dokáže přežít nositele.
- Sekundární hemiepifyt – rostlina klíčí v zemi a pne se po kmeni nosné rostliny, kde postupně zakořeňuje, až dosáhne koruny. Spojení s půdou může zůstat zachováno, ale ve výživě převládají obvykle epifytní zdroje.

## Vyšší rostliny
Významný počet epifytních druhů je v těchto čeledích:
- vstavačovité (Orchidaceae)
- broméliovité (Bromeliaceae) – zejména tilandsie
- árónovité (Araceae)
- kaktusovité (Cactaceae) – viz epifytické kaktusy, např. vánoční kaktus
- kysalovité (Begoniaceae)
- morušovníkovité (Moraceae)
- vřesovcovité (Ericaceae)
- podpětovité (Gesneriaceae)
- pepřovníkovité (Piperaceae)
- toješťovité (Apocynaceae)

Mezi epifytně rostoucí rostliny patří také některé masožravé rostliny – některé druhy rodu bublinatka (Utricularia), rodu láčkovka (Nepenthes) a druh Catopsis berteroniana.

## Galerie

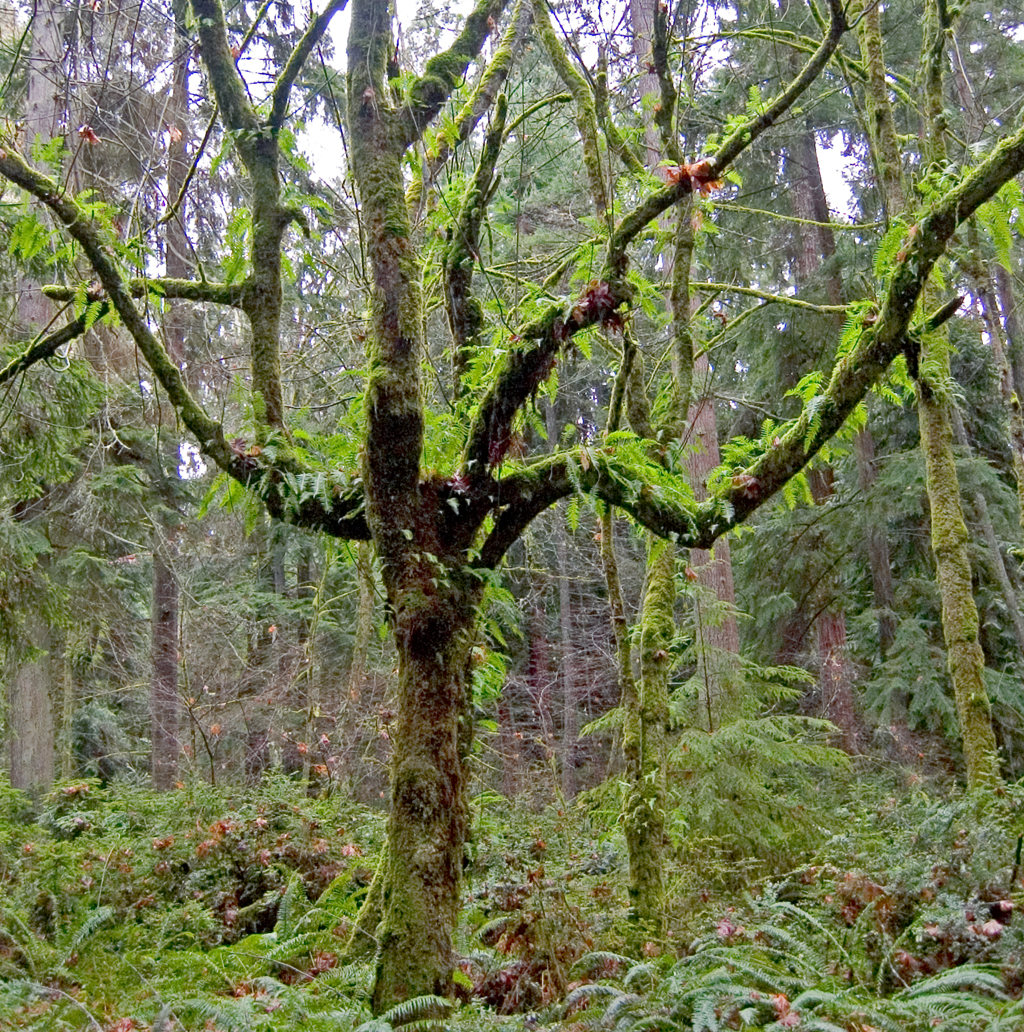
Osladič Polypodium glycyrrhiza jako epifyt mírného pásma – Tacoma, Washington (USA)
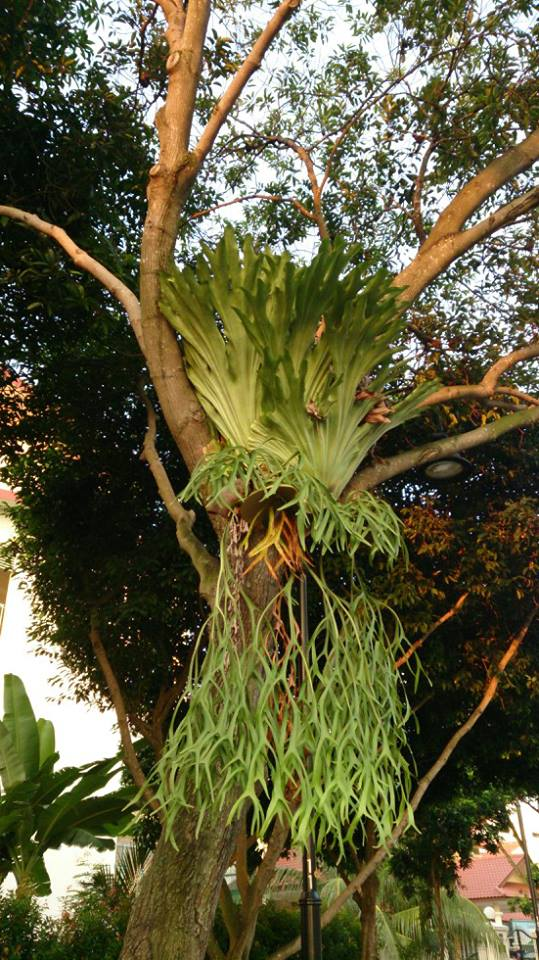
Parožnatka na kmeni
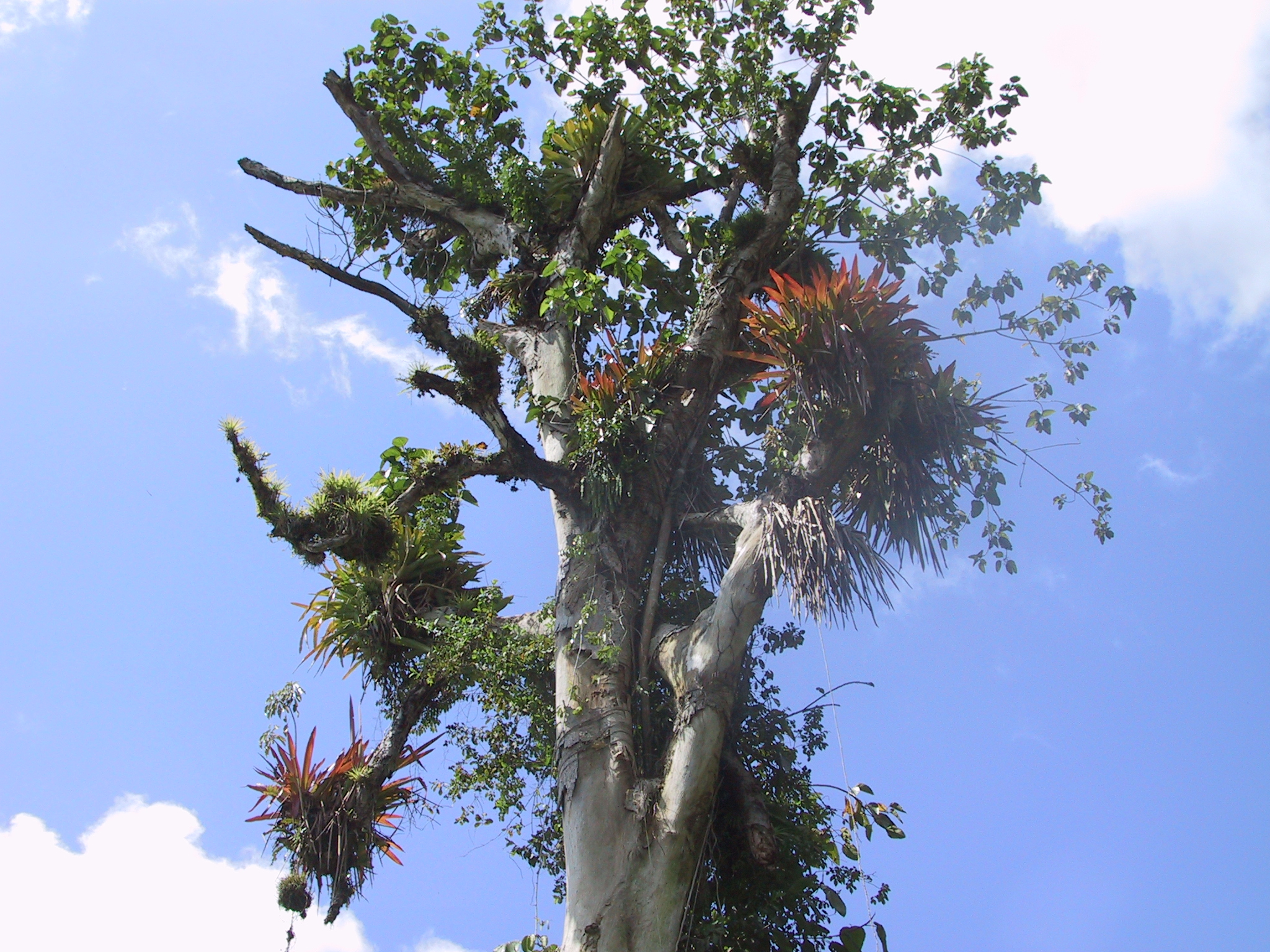
Bromélie na kmeni v Kostarice
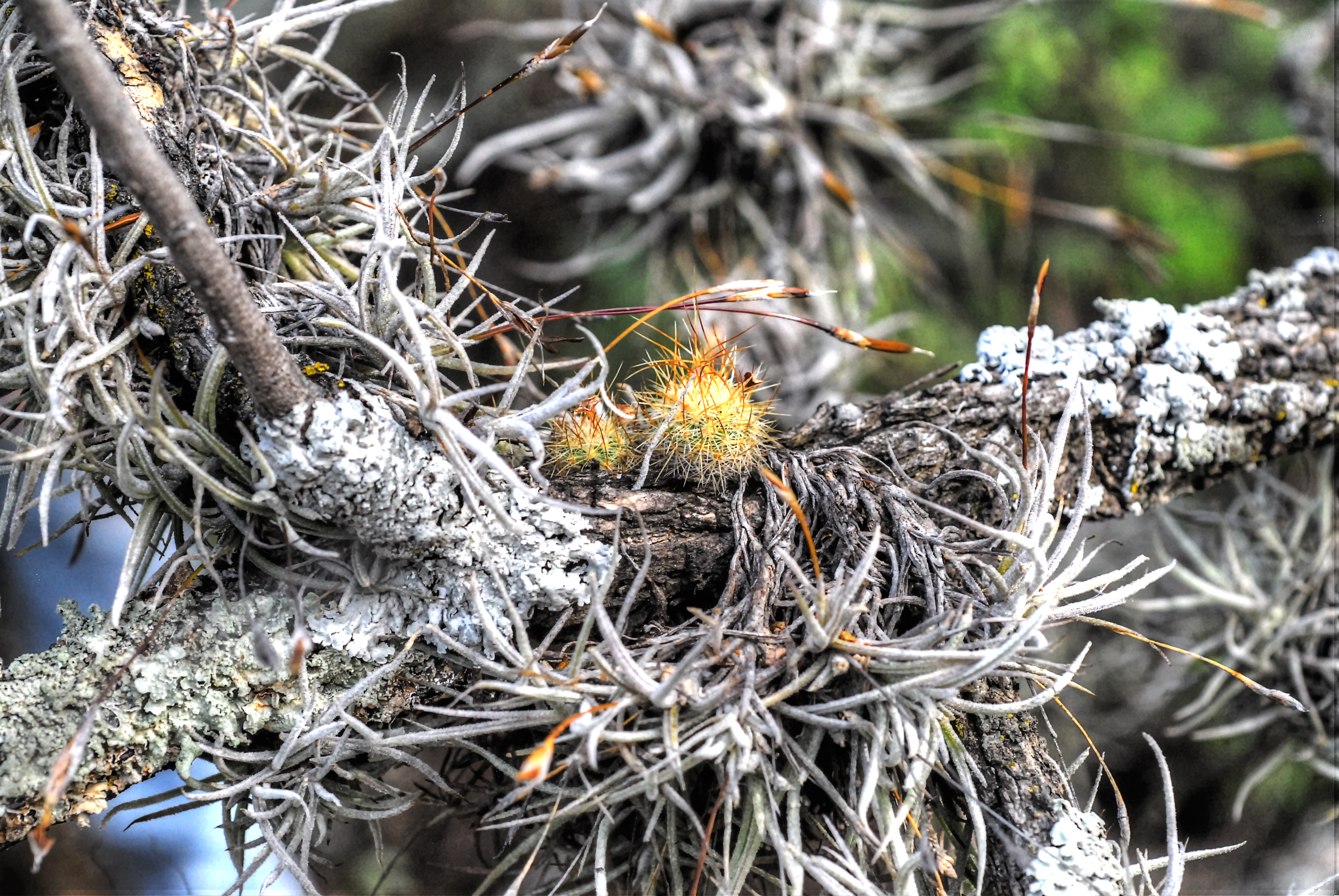
Kaktusy rodu Mammillaria rostoucí v přírodě jako příležitostné epifyty
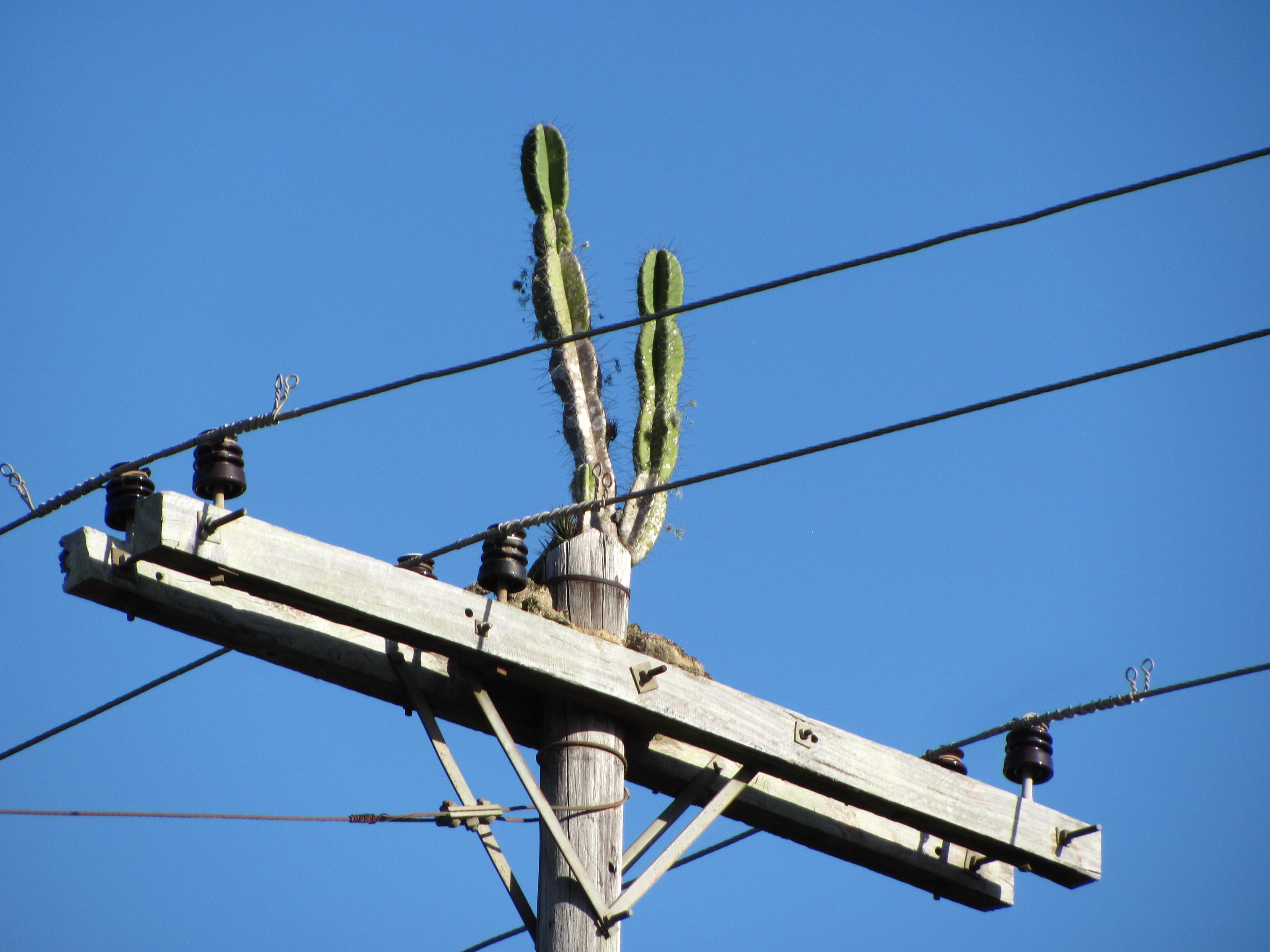
Cereus jako příležitostný epifyt na dřevěném sloupu – Porto Alegre